# Trichoglottis atropurpurea
Trichoglottis branchu
Espèce
Le Trichoglottis atropupurea ou « Trichoglottis branchu » est une épidendroïde Vandée épiphyte de la famille des orchidacées.

## Taxonomie

### Découverte
Cette orchidée a été découverte pour la première fois aux Philippines. Elle a été décrite par le botaniste allemand, spécialiste des orchidées, Heinrich Gustav Reichenbach en 1876.

### Étymologie
Le genre Trichoglottis, créer par le botaniste allemand Karl Ludwig Blum en 1825, est composé de Tricho, du grec ancien thrix, trichos qui signifient « poil » ou « cheveux », et de Glottis, du grec ancien glōtta ou glōssa, qui signifie « langue » ou « organe de parole ». Ainsi, Trichoglottis peut être littéralement traduit par « langue poilue » ou « langue avec des poils ».
L’espèce atropurpurea, composé de atro : provenant du latin ater, atra, atrum, qui signifie « sombre », « noir » ou « foncé », et de purpurea : provenant du latin purpureus, qui signifie « pourpre » ou « violet ». Ainsi, atropurpurea peut être traduit par « pourpre foncé » ou « violet sombre ».

### Synonymies
En 1922, soit 46 ans après la description de H.G. Reichenbach, l'orchidologue américain Oakes Ames décrit lui aussi T.atropurpurea et lui donne le nom de T.brachiata. Selon la loi d’antériorités qui stipule que les noms plus anciens publiés ont la priorité, c’est donc le nom de T.atropurpurea qui est gardé, les autres noms devenant des synonymes.
Ces synonymes désignent également T.atropupurea :
- Trichoglottis bicuris (Kraenzl., 1916)
- Trichoglottis philippinensis var.brachiata ( (Ames) L.O.Williams, 1938)
- Stauropsis philippinensis var. brachiata ( (Ames) Ames & Quisumb., 1933)

## Distribution et habitat

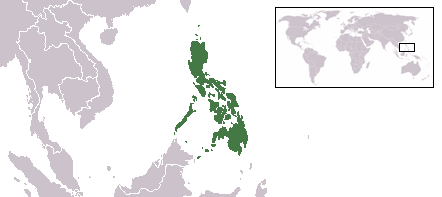
Air de distribution de Trichoglottis atropurpurea.

C’est une orchidée endémique des Philippines, on peut la rencontrer dans les marais de mangrove, où il lui arrive de s’installer. Ainsi que sur les îles de Biliran, de Mindanao, dans la province d'Agusan Del Sur, de Catanduanes, de Polillo et de Luçon dans la province de Quezon. Elle se rencontre jusqu’à 300 m d’altitude,.

## Description

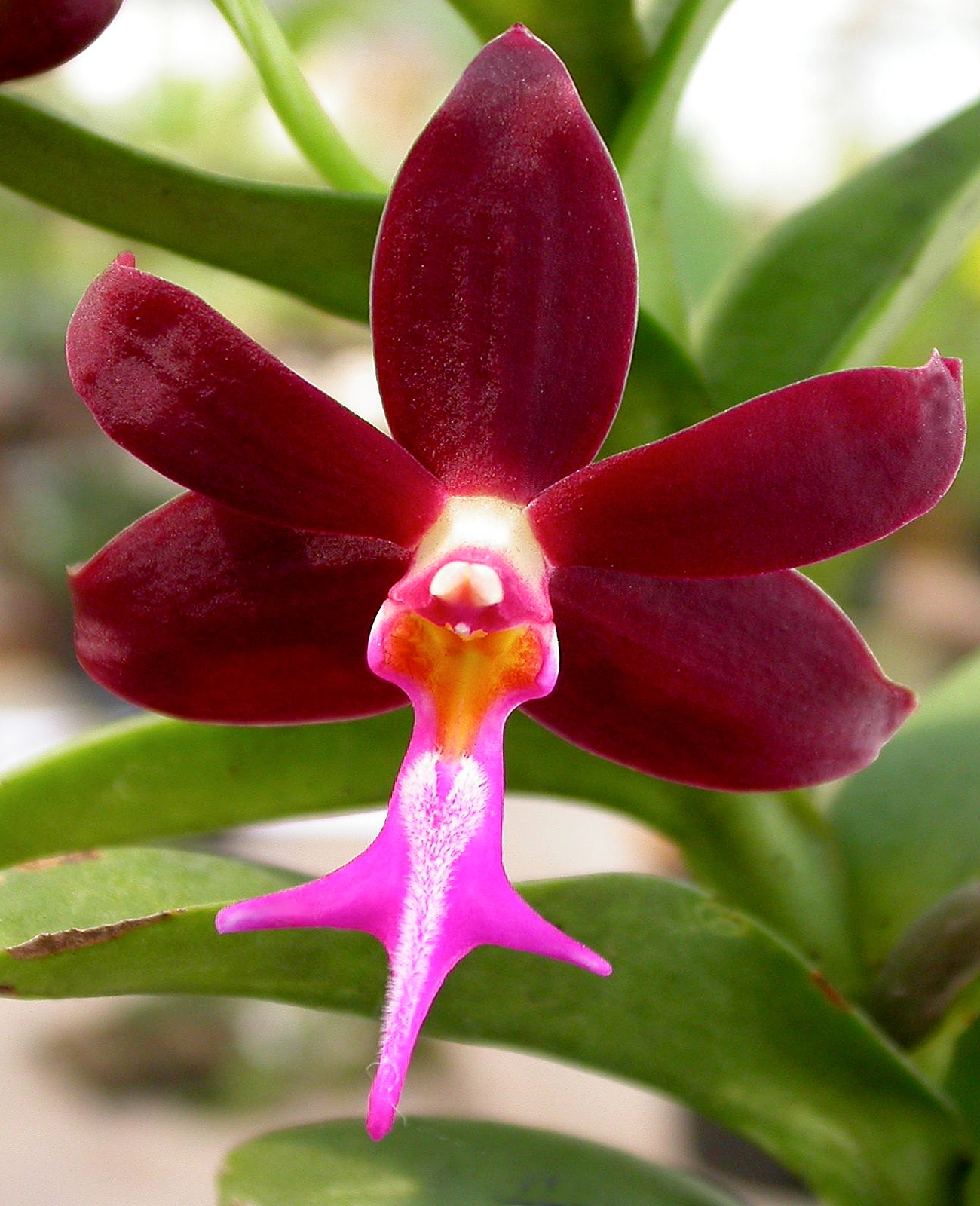
Gros plan sur la fleur de T.atropupurea

T.atropupurea est une orchidée épidendroïde vandée monopodiale et épiphyte au port dressé pouvant atteindre une hauteur de 60 cm. Ses feuilles sont charnues, elliptiques et sessiles, réparties sur deux rangées disposées dans un même plan. Les fleurs naissent à la base du limbe, s’ouvrent largement et mesurent environ 6 cm. Elles sont généralement solitaires, mais il arrive parfois que deux fleurs apparaissent ensemble sur deux hampes florales différentes. Les tépales ont la texture et la couleur d’un velours rouge sombre,.
Le labelle est trilobé, non articulé, en forme de croix et est solidement fixé à la colonne de feuilles. Sa couleur est d’un rose vif et est marqué par une crête centrale couverte de long poils. La gorge, quant à elle, est jaune or.
Elle peut être confondue avec Trichoglottis philippnensis avec qui il partage la même apparence, à la différence que T.atropurpurea a des fleurs beaucoup plus sombres et son périanthe possède de légère variation.